# Sara Wheeler
Sara Wheeler es una escritora y biógrafa británica, popular por sus publicaciones sobre sus experiencias en las regiones polares y por sus biografías de personajes históricos como Apsley Cherry-Garrard y Denys Finch Hatton.

## Biografía
Sara Wheeler se crio en Bristol, Inglaterra, y estudió Lenguas Modernas en la Universidad de Oxford. Después de escribir sobre sus viajes en la isla griega de Eubea y en Chile, fue aceptada por la Fundación Nacional de Ciencias de Estados Unidos como su primera escritora residente en el Polo Sur, pasando siete meses en la Antártida.
En su libro resultante, Terra Incognita: Viajes en la Antártida, la autora mencionó que durmió en una de las literas del capitán Robert Falcon Scott, comandante de la fallida expedición Terra Nova. Mientras se encontraba en la Antártica leyó el libro El peor viaje del mundo, un relato basado en las experiencias de la mencionada expedición Terra Nova, y más tarde escribió una biografía de su autor, Apsley Cherry-Garrard.
En 1999 fue elegida miembro de la Sociedad Real de Literatura. De 2005 a 2009 se desempeñó como fideicomisaria de la Biblioteca de Londres. Estuvo con frecuencia en el extranjero durante dos años, viajó a Rusia, Alaska, Groenlandia, Canadá y el norte de Noruega para escribir su libro The Magnetic North: Travels in the Artic. Un periodista del Daily Telegraph en el Reino Unido se refirió al libro como una "tormenta de nieve de hechos históricos, geográficos y antropológicos".
En la serie de la BBC Radio 4 de 2012 To Strive and Seek, la autora contó las historias personales de cinco miembros diferentes de la expedición Terra Nova. O My America!: Second Acts in a New World registra las vidas de mujeres que viajaron a América en la primera mitad del siglo XIX: Fanny Trollope, Fanny Kemble, Harriet Martineau, Rebecca Burlend, Isabella Bird y Catherine Hubback, y los viajes que realizó la autora para perseguir las huellas de sus acontecimientos más importantes.

## Libros de viajes
- Evia: Travels on an Undiscovered Greek Island (1992) ISBN 0-356-20367-0
- Chile: Travels in a Thin Country (1994) ISBN 0-375-75365-6
- Terra Incognita: Travels in Antarctica (1997) ISBN 0-375-75338-9
- The Magnetic North: Travels in the Arctic (2010) ISBN 0-374-20013-0
- Access All Areas: Selected Writings 1990-2010 (2011) ISBN 0-224-09071-2